# 푼타 델라 도가나

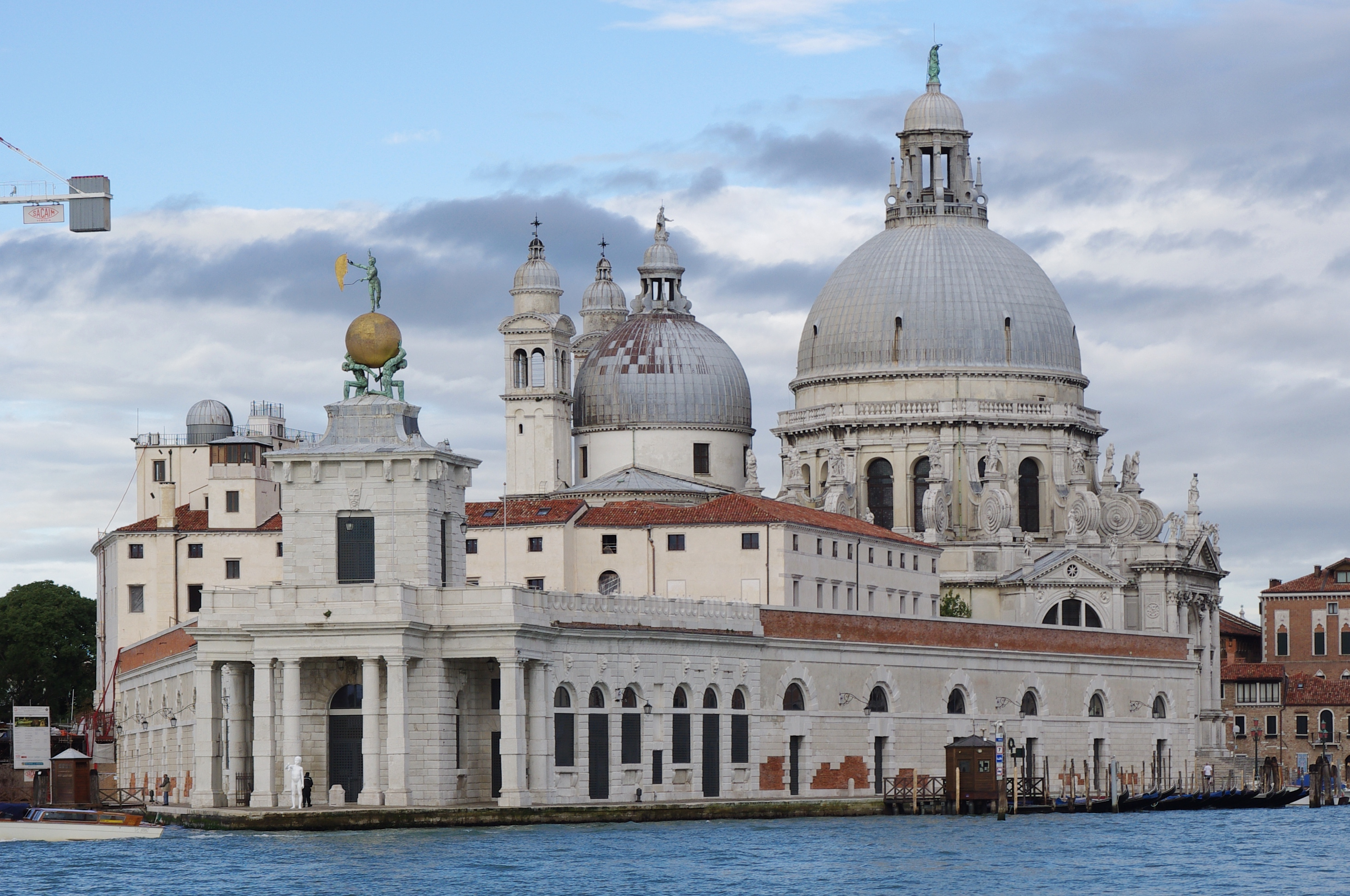
푼타 델라 도가나

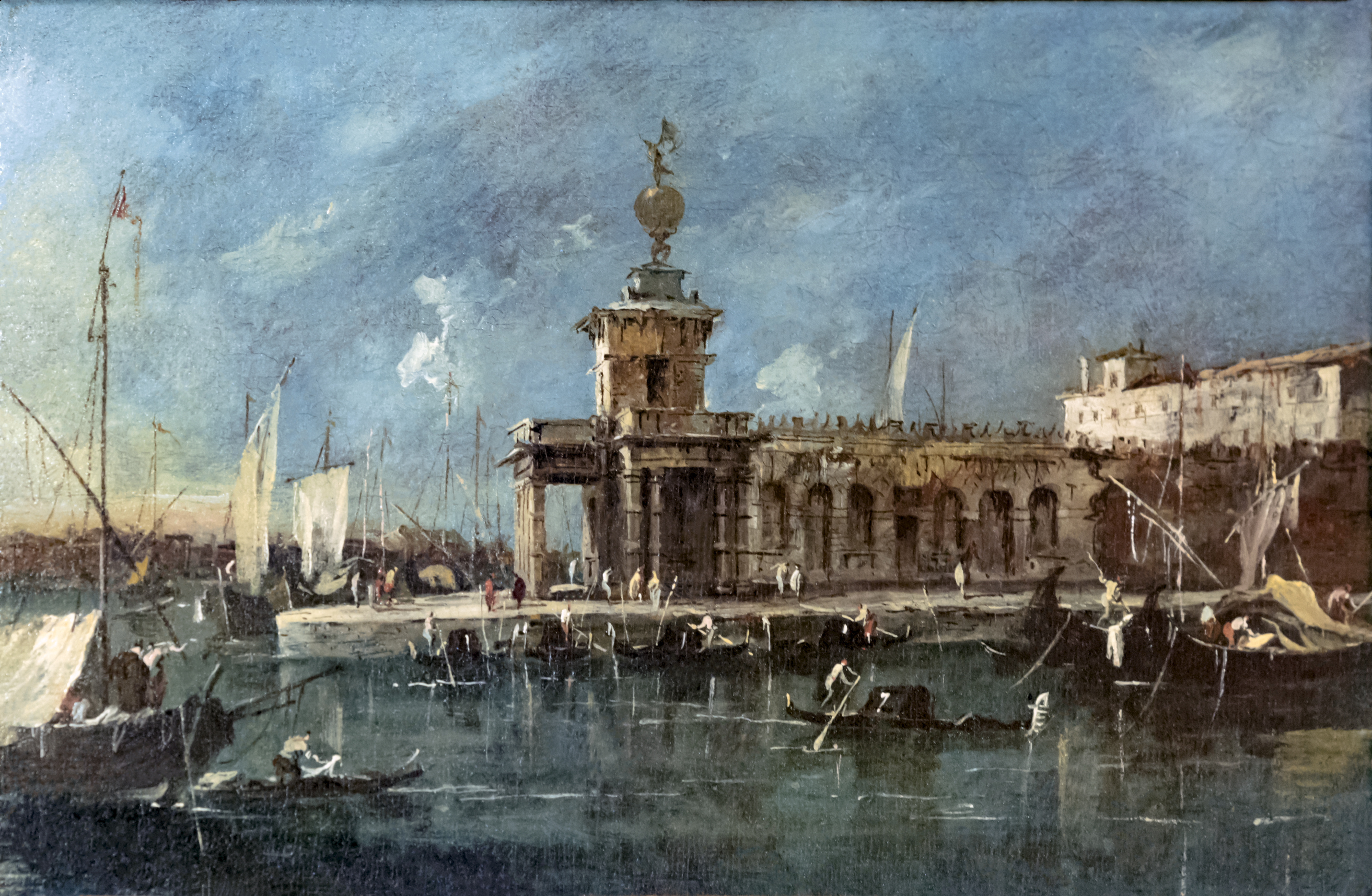
푼타 델라 도가나 - 1765

푼타 델라 도가나(이탈리아어: Punta della Dogana)는 이탈리아 베네치아]의 산타 마리아 델라 살루테 성당, 신학교, 옛 세관 건물(Dogana da Mar)이 있는 건축물 지역을 의미한다.
북위 45° 25′ 52″ 동경 12° 20′ 10″ / 북위 45.431°  동경 12.336° 